# Arafurawaaierstaart
De arafurawaaierstaart (Rhipidura dryas) is een zangvogel uit de familie Rhipiduridae (waaierstaarten). Deze vogelsoort komt voor binnen een groot gebied in  het noorden van Australië en langs de zuidkust van Nieuw-Guinea.

## Taxonomie
De vogel werd in 1843 door de Engelse vogelkundige John Gould geldig beschreven. In de beschrijving staat dat de vogel weinig verschilde van de vuurstuitwaaierstaart (R. rufifrons), maar opvallend kleiner was. Korte tijd later werd dit taxon opgevat als een ondersoort van de vuurstuitwaaierstaart. In de IOC World Bird List staat de vogel (weer) als aparte soort vermeld. De soortaanduiding dryas komt uit het Oudgrieks (Δρυάς) en betekent bosnimf, maar dit woord komt ook voor als geslachtsnaam voor plant- en vlindersoorten en als een geologisch tijdperk.

## Verspreiding en leefgebied
De IOC World Bird List onderscheidt twee ondersoorten aan de noord- en zuidkant van de Arafurazee:
- R. d. dryas Gould, 1843: kustgebied van noordelijk Australië.
- R. d. streptophora Ogilvie-Grant, 1911: kustgebied van zuidelijk-centraal Nieuw-Guinea.

## Status
De grootte van de populatie is niet gekwantificeerd maar de soort wordt omschreven als schaars tot plaatselijk zeer algemeen. Op de Rode lijst van de IUCN heeft deze soort de status niet bedreigd.